# Подевильс, Генрих фон
Граф Генрих фон Подевильс (нем. Heinrich von Podewils; 3 октября 1696, Кранген — 29 июля 1760, Магдебург) — прусский государственный и военный министр. 

## Биография
Граф Генрих фон Подевильс происходил из именитого дворянского рода Подевильсов, владевшего замками в Померании. Отец — полковник Эрнст Богислав фон Подевильс (1651—1718), мать — Барбара Катарина фон Девиц (1667—1742), дочь генерала Иоахима Бальтазара фон Девица. Генрих вырос в отцовском поместье Кранген в Задней Померании. Изучал юриспруденцию в Галле у Томазиуса, Людвига и Бёмера, а также в Лейдене у Ноодта и Гравезенде. Подевильс отлично владел речью и славился точными формулировками. Благодаря этому таланту Подевильс впоследствии помогал королю Пруссии составлять различные документы.
В 1720 году граф Подевильс стал тайным военным советником при генеральном военном комиссариате Пруссии. Современники описывали его нерешительным и боязливым по природе человеком, но благодаря этой осмотрительности Подевильсу доверял король Фридрих Вильгельм I, назначивший его в 1722 году тайным финансовым советником при генеральной директории, поручал ему различные дипломатические миссии и назначал послом в Копенгагене и Стокгольме.
При Фридрихе II Подевильс был назначен действительным тайным военным и государственным министром и отвечал в целом за внешнюю политику Пруссии. На этой должности Подевильс пытался отговорить короля от военных походов и стремился достичь компромиссов в безвыходных ситуациях. Но последнее слово во внешней политике Пруссии оставалось за королём, и вскоре функции Подевильса свелись к ассистентским. Тем не менее, Подевильс длительное время оставался близким доверенным лицом Фридриха II и консультировал его по вопросам имперской политики. В ранге министра он руководил мирными переговорами с Австрией и Саксонией, завершившиеся заключением Бреславльского и Берлинского и Дрезденского мирных договоров.
С началом Семилетней войны, которую Подевильс пытался предотвратить, его политическое влияние пошло на убыль. Новым военным министром был назначен граф Карл Вильгельм фон Финкенштейн. Вскоре Подевильс умер в Магдебурге, куда переехал берлинский королевский двор.
В 1721 году граф Генрих фон Подевильс женился на Шарлотте фон Грумбков, дочери Вильгельма фон Грумбкова, у них родилось двое детей. После смерти супруги Подевильс женился во второй раз на Софии Генриетте фон дер Шуленбург, дочери Ганса Георга фон дер Шуленбурга. Во втором браке родилось пятеро детей.
С 1732 года граф Подевильс владел в Берлине дворцом на улице Клостерштрассе.